# Georgenhaag
Georgenhaag ist ein Gemeindeteil des Marktes Arberg im Landkreis Ansbach (Mittelfranken, Bayern). Georgenhaag liegt in der Gemarkung Mörsach.

## Geographie
Das Kirchdorf liegt rund drei Kilometer ostsüdöstlich des Zentrums von Arberg. Im Ort entspringt der Mörsacher Graben. 0,5 km westlich erhebt sich der Eichelberg (496 m ü. NHN), 0,5 km südöstlich der Spiegelberg (505 m ü. NHN). Beide Erhebungen liegen im Unteren Wald. Die Staatsstraße 2222 führt nach Arberg (2,5 km westlich) bzw. nach Höhberg (1,5 km östlich). Eine Gemeindeverbindungsstraße führt nach Gothendorf (0,8 km nordöstlich).

## Geschichte
Der Ort wurde 1284 erstmals urkundlich erwähnt. Nach der etymologische Bestimmung des Ortsnamens Georgenhaag handelt es sich um eine Komposition, wobei das Bestimmungswort „Georgen“ für den Namen des auch als Pferdepatron verehrten christlichen Heiligen Georg und das Grundwort „Haag“ für ein Synonym von Hain steht.
Georgenhaag wurde 1480 als Filialkirche von Arberg genannt und ist auch heute noch die einzige Filiale Arbergs. Im Jahr 1615 waren in Georgenhaag sechs Anwesen zum Hochstift Eichstätt zinspflichtig (zum Vergleich: 2002 zählte der Weiler 14 Anwesen) und unterstand dem bischöflichen Pflegamt Arberg (ab 1725 nach Ornbau verlegt). Das Dorf hatte unter dem Dreißigjährigen Krieg schwer zu leiden, die Kirche wurde völlig verwüstet; 1634 ist es ganz verlassen.
1800 gab es im Ort sechs Untertansfamilien, die alle dem eichstättischen Pfleg- und Kastenamt Arberg-Ornbau unterstanden. Im Zuge des Reichsdeputationshauptschlusses wurde das Hochstift Eichstätt 1802 säkularisiert und 1806 königlich-bayerisch. Mit dem Gemeindeedikt (frühes 19. Jahrhundert) wurde Georgenhaag dem Steuerdistrikt Arberg und der Ruralgemeinde Mörsach zugewiesen. Am 1. Januar 1971 wurde Georgenhaag im Zuge der Gebietsreform in Bayern in den Markt Arberg eingegliedert.

### Einwohnerentwicklung
| Jahr      | 001818 | 001840 | 001861 | 001871 | 001885 | 001900 | 001925 | 001950 | 001961 | 001970 | 001987 | 002010 |
| Einwohner | 39     | 28     | 39     | 44     | 36     | 37     | 40     | 27     | 37     | 40     | 28     | 50     |
| Häuser    | 8      | 7      |        |        | 8      | 8      | 8      | 8      | 8      |        | 12     |        |
| Quelle    | [ 11 ] | [ 12 ] | [ 13 ] | [ 14 ] | [ 15 ] | [ 16 ] | [ 17 ] | [ 18 ] | [ 19 ] | [ 20 ] | [ 21 ] |        |

## Religion
Der Ort ist römisch-katholisch geprägt und bis heute nach St. Blasius (Arberg) gepfarrt. Die Einwohner evangelisch-lutherischer Konfession sind nach St. Martin und Ägidius (Wald) gepfarrt.

## Kultur und Sehenswürdigkeiten

### Theater
Die Kabarettscheune ist eine lokale Kleinkunstbühne in Georgenhaag mit rund 60 Plätzen.

### Baudenkmal
- In Georgenhaag befindet sich die katholische Filialkirche St. Georg. Nach einer schon 1601 überlieferten Sage soll ein lepröser Eichstätter Bischof den kleinen Saalbau in der zweiten Hälfte des 15. Jahrhunderts erbaut haben. Auf ihn soll auch die im Verhältnis zur Ortsgröße reiche Kirchenstiftung zurückgehen, mit der auch die Kirche von Arberg unterstützt werden konnte und von der Gelder ausgeliehen wurden.[23] Die Kirche wurde 1620 umgebaut und neu ausgestattet, der Westturm stammt von 1688. Zur Ausstattung zählen unter anderem die figürliche Darstellung des hl. Georg (um 1620) und eine Marienfigur (um 1480).[24][25]